# Thonus notus
Thonus notus är en rundmaskart. Thonus notus ingår i släktet Thonus, och familjen Qudsianematidae. Arten är reproducerande i Sverige.